# (23052) 1999 XK37
(23052) 1999 XK37 est un astéroïde de la ceinture principale d'astéroïdes découvert en 1999.

## Description
(23052) 1999 XK37 a été découvert le 7 décembre 1999 à l'observatoire de Fountain Hills, une localité du comté de Maricopa en Arizona (États-Unis), par Charles W. Juels.

### Caractéristiques orbitales
L'orbite de cet astéroïde est caractérisée par un demi-grand axe de 2,60 UA, un périhélie de 2,29 UA, une excentricité de 0,12 et une inclinaison de 15,62° par rapport à l'écliptique. Du fait de ces caractéristiques, à savoir un demi-grand axe compris entre 2 et 3,2 UA et un périhélie supérieur à 1,666 UA, il est classé, selon la JPL Small-Body Database, comme objet de la ceinture principale d'astéroïdes.

### Caractéristiques physiques
(23052) 1999 XK37 a une magnitude absolue (H) de 13,1 et un albédo estimé à 0,231.